# كلي حقيقي
الكلي الحقيقي ما لا يمنع نفس تصوره من وقوع الشركة فيه، كالإنسان. وإنما سمي كليا لأن كلية الشيء إنما هي بالنسبة إلى الجزئي، والكلي جزء الجزئي، فيكون ذلك الشيء منسوبا إلى الكل، والمنسوب إلى الكل كلي.